# Almami Moreira
Almami Samori da Silva Moreira (ur. 16 czerwca 1978 w Bissau) – piłkarz z Gwinei Bissau grający na pozycji pomocnika, reprezentant kraju. Posiada również portugalskie obywatelstwo.

## Kariera klubowa
Jest wychowankiem Boavisty Porto. W 1997 roku został włączony do kadry pierwszej drużyny. W tym samym roku został wypożyczony na jeden sezon do klubu Gondomar SC. W kolejnym sezonie przebywał na wypożyczeniu w Gil Vicente. W lipcu 2001 roku definitywnie odszedł z Boavisty – jego nowym klubem stał się Standard Liège. W Eerste klasse zadebiutował 8 września 2001 w meczu z Sint-Truidense VV (1:1). Swą pierwszą ligową bramkę zdobył trzy miesiące później w spotkaniu z K.V.C. Westerlo (2:1). W drużynie z Walonii grał w sumie przez cztery sezony. W sezonie 2004/2005 przebywał na wypożyczeniu w niemieckim Hamburger SV. Jego debiut w Bundeslidze przypadł na przegrane 0:2 spotkanie HSV z VfB Stuttgart. W 2006 roku został piłkarzem Dinama Moskwa. W styczniu 2007 roku powrócił do Portugalii zostając piłkarzem Clube Desportivo das Aves. Po zakończeniu sezonu 2006/2007 odszedł do Partizana Belgrad. W Super liga Srbije zadebiutował 11 sierpnia 2007 w meczu z Vojvodiną Nowy Sad (1:0).
| Sezon     | Klub           | Liga                 | Mecze | Gole |
| --------- | -------------- | -------------------- | ----- | ---- |
| 2001/2002 | Standard Liège | Eerste klasse        | 25    | 6    |
| 2002/2003 | Standard Liège | Eerste klasse        | 31    | 6    |
| 2003/2004 | Standard Liège | Eerste klasse        | 27    | 4    |
| 2004/2005 | Standard Liège | Eerste klasse        | 3     | 0    |
| 2004/2005 | Hamburger SV   | Bundesliga           | 22    | 3    |
| 2005/2006 | Standard Liège | Eerste klasse        | 26    | 2    |
| 2006      | Dinamo Moskwa  | Priemjer-Liga        | 1     | 0    |
| 2006/2007 | CD Aves        | Primeira Liga        | 8     | 3    |
| 2007/2008 | FK Partizan    | Super liga Srbije    | 28    | 7    |
| 2008/2009 | FK Partizan    | Super liga Srbije    | 27    | 9    |
| 2009/2010 | FK Partizan    | Super liga Srbije    | 25    | 3    |
| 2010/2011 | FK Partizan    | Super liga Srbije    | 8     | 4    |
| 2011      | Dalian A’erbin | Chinese Super League | 22    | 4    |
| 2011/2012 | FK Vojvodina   | Super liga Srbije    | 9     | 0    |
| 2012/2013 | FK Vojvodina   | Super liga Srbije    | 13    | 1    |
| 2012/2013 | UD Salamanca   | Segunda División B   | 15    | 4    |
| 2013/2014 | Atlético CP    | Segunda Liga         | 11    | 3    |

## Kariera reprezentacyjna
W 1997 roku zadebiutował w reprezentacja Portugalii U-21. W sumie rozegrał w niej 19 meczów, w których strzelił 7 bramek. W 2002 roku zagrał dwa spotkania dla drugiej reprezentacji Portugalii. W 2010 roku zadebiutował jednak w reprezentacji Gwinei Bissau.